# Exford (Somerset)
Exford est une paroisse civile et un village du Somerset, en Angleterre.